# Murray Wand
Murray Wand (* 14. April 1968) ist ein ehemaliger australischer Eishockeyspieler, der mit den Sydney Bears zweimal den Goodall Cup, die australische Landesmeisterschaft, gewinnen konnte.

## Karriere
Murray Wand verbrachte seine gesamte Karriere bei den Sydney Bears in der Australian Ice Hockey League. Mit den Bären gewann er 2002 und 2007 den Goodall Cup, die australische Eishockeymeisterschaft. Zudem wurde 2008 der V.I.P. Cup als Vorrundensieger der ALIH errungen.

### International
Für Australien nahm Wand zunächst an den C-Weltmeisterschaften 1992 und 1993, den C2-Weltmeisterschaften 1994 und 1995 und den D-Weltmeisterschaften 1996, 1997, 1998, 1999 und 2000 teil. Nach der Umstellung auf das heutige Divisionensystem spielte er 2001, 2003, 2006, 2007 und Weltmeisterschaft der Division II 2008, als den „Aussies“ erstmals der Aufstieg in die Division I gelang, in der Division II.

## Erfolge und Auszeichnungen
- 2000 Aufstieg in die Division II bei der D-Weltmeisterschaft 2000
- 2002 Goodall-Cup-Gewinn mit den Sydney Bears
- 2007 Goodall-Cup-Gewinn mit den Sydney Bears
- 2008 Aufstieg in die Division I bei der Weltmeisterschaft der Division II, Gruppe B
- 2008 Gewinn des V.I.P. Cups mit den Sydney Bears